# Tuguluzaur
Tuguluzaur (Tugulusaurus) – rodzaj teropoda z grupy tetanurów. Żył we wczesnej kredzie (pomiędzy 140 a 99 mln lat temu) na terenach wschodniej Azji. Długość ciała ok. 2 m, masa ok. 13 kg. Został nazwany ze względu na lokalizację znaleziska – Tugulu w basenie Dżungarskim. 
Jego szczątki znaleziono w Chinach. Są one niekompletne i słabo zachowane. Holotyp to żebro, 4 niekompletne kręgi ze środkowej części ogona, pierwsza kość śródręcza, pierwszy paliczek z dłoni i pazur, kości udowe, piszczel, kość skokowa, kość piętowa, trzecia i czwarta dystalna kość śródstopia i dwa pazury ze stopy (trzeci i prawdopodobnie czwarty).
Analizy kladystyczne – skupiona na bazalnych teropodach Smitha i współpracowników (2007) i mająca na celu zbadanie pozycji Xinjiangovenator i Tugulusaurus Rauhuta i Xu (2005) – zasugerowały, że tuguluzaur jest bazalnym celurozaurem. Późniejsze analizy nie są już tak jednoznaczne i wskazują, że może chodzić o bardziej bazalnego tetanura.